# Lee Yong-dae
Lee Yong-dae (ur. 11 września 1988 w Korei Południowej) – koreański badmintonista, brązowy medalista olimpijski z Londynu w grze podwójnej. W grze podwójnej występuje w parze z Jung Jae-sung.
Największym jego sukcesem jest złoty medal igrzysk olimpijskich w Pekinie w grze mieszanej.